# Saripovo
Saripovo (oroszul: Шарыпово) város Oroszország ázsiai részén, a Krasznojarszki határterületen, a Saripovói járás székhelye. 1984-ban a párt főtitkára, Csernyenko nevét vette fel, de hamarosan, 1988-ban visszakapta régi nevét.
Népessége: 38 561 fő (a 2010. évi népszámláláskor).

## Elhelyezkedése
Krasznojarszktól 310 (vagy 360, vagy 414) km-re nyugatra, a Kuznyecki-Alatau előhegyei és a Nazarovói-medence találkozásánál, a Kadat folyó partján helyezkedik el, a Kemerovói terület határához közel.   
A Kanszk-acsinszki-szénmedence része, annak nyugati felén a nazarovói barnaszén körzethez tartozik.

## Története, gazdasága
Az orosz település a 18. század második felében keletkezett; 1760-tól Saripovszkoje, majd Saripovo falu. 1829-ben a falunak 38 udvara, 294 lakosa volt; 1911-ben lélekszáma meghaladta a kétezer főt. 1891-ben alacsonyabb szintű közigazgatási egység (voloszty) székhelye lett. 1948-ig a falu a Hakasz autonom területhez tartozott (ott 1941-től járási székhely volt), később a Krasznojarszki területhez csatolták.
A geológiai kutatás feltárta, hogy a járás és a falu az ország egyik legnagyobb barnaszén lelőhelyének központjában fekszik. A szénréteg vastagsága néhol a 60 m-t is eléri, és csupán néhány méterrel a felszín alatt húzódik, vagyis külszíni fejtéssel kitermelhető. A szovjet kormány komplex tervet dolgozott ki több szénkitermelő körzet és hőerőmű építésére, egy nagy szibériai energetikai bázis kialakítására. A terv (rövidítése: KATEK) első nagy beruházása a Saripovóhoz közeli külfejtés és a szénre alapuló hőerőmű megépítése volt. A Szovjetunióban kialakított szokás szerint távoli vidékekről fiatalok ezreit irányították az építkezésekre (a kommunista ifjúsági szervezet – Komszomol – mozgósításával). Az ipari létesítményekkel együtt ők építették a települést, amely 1981-ben városi rangot kapott. 1981–1985-ben három lakókörzet (emeletes lakóházakból, óvodából, iskolából, üzletekből álló ún. mikrorajon) készült el. 
Saripovo mellett két bolygó-település alakult ki: Gorjacsegorszk és Dubinyino városi jellegű település, utóbbiban van a vasútállomás.
A helyi széntermelésre alapozott Berjozovói Hőerőmű (Березовской ГРЭС-1) 1987 decemberében adott először áramot, második egységét 1991 áprilisában helyezték üzembe. Az év végére a Szovjetunió megszűnt, és a grandiózus terveknek csak egy része valósult meg, köztük az egyik – Saripovo. Az erőmű harmadik blokkjának építésével azonban az 1990-es évek végén leálltak.

## 21. század
A Berjozovói Hőerőmű harmadik, 800 MW-os blokkját is megépítették és 2015. októberben üzembe helyezték. Alig fél évvel később azonban,  2016. február 1-jén a berendezésben tűz keletkezett, a blokk jelentősen megsérült, termelését hosszú időre le kellett állítani. Az erőmű a német Uniper konszern oroszországi leányvállalatának tulajdona (négy további orosz erőművel együtt). A baleset okát 2017 tavaszáig nem tudták megállapítani, a blokk felújítása sokáig eltarthat.